# George Romanes
George John Romanes (født 20. maj 1848 i Kingston, Ontario, død 23. maj 1894 i Oxford) var en engelsk biolog, psykolog og filosof.
Romanes var fra først af stærkt påvirket af Darwin og fremsatte i sit første skrift A Candid Examination of Theism (1878) en skarp kritik af theismen ud fra evolutionistisk grundsyn, men ændrede siden sin opfattelse stærkt i idealistisk og religiøs retning. 
Blandt hans værker kan nævnes: Darwin and after Darwin, Mind and Motion and Monism og de efterladte Thoughts on Religion.
Romanes er biograferet i Life and Letters of George John Romanes, edited by Ethel Romanes (London 1896).